# 広野翼
広野 翼（ひろの まもる、1940年11月21日 - ）は、徳島県出身のプロ野球選手（外野手）。実弟はプロ野球選手（中日、西鉄、巨人でプレー）の広野功。

## 来歴・人物
徳島県立徳島商業高等学校では外野手として同期のエース板東英二を擁し活躍。1957年の秋季四国大会は1回戦で坂出商に敗退。翌1958年夏は県予選決勝で撫養高を降し、左翼手として夏の甲子園に出場。2回戦（初戦）でエース石戸四六を擁する秋田商に完封勝ち。3回戦も八女高を破り準々決勝に進出。魚津高との準々決勝は、板東と村椿輝雄の投手戦となり延長18回0-0で終了（魚津対徳島商延長18回引き分け再試合に詳述）。翌日の再試合は3-1で勝利、準決勝も作新学院を降す。決勝は柳井高の技巧派エース友歳克彦（法大－日本石油）に0-7で完封負けを喫し、準優勝にとどまった。同年の富山国体にも出場、準々決勝で清水東高の山田茂利（明大－日本鋼管）、鈴木悳夫のバッテリーに抑えられ完封負け。板東以外の高校同期に一塁手の大野守、1年下に遊撃手の大坂雅彦がいた。
1960年に阪急ブレーブスに入団。強肩俊足の外野手として期待され、翌1961年に一軍に昇格。6月下旬から右翼手、中堅手として38試合に先発出場。しかし翌1962年は出場機会が減少し、10月9日の東映戦（後楽園球場）が一軍での最後の出場だった。1964年限りで引退。

## 詳細情報

### 年度別打撃成績
| 年 度     | 球 団     | 試 合 | 打 席 | 打 数 | 得 点 | 安 打 | 二 塁 打 | 三 塁 打 | 本 塁 打 | 塁 打 | 打 点 | 盗 塁 | 盗 塁 死 | 犠 打 | 犠 飛 | 四 球 | 敬 遠 | 死 球 | 三 振 | 併 殺 打 | 打 率 | 出 塁 率 | 長 打 率 | O P S |
| --------- | --------- | ----- | ----- | ----- | ----- | ----- | -------- | -------- | -------- | ----- | ----- | ----- | -------- | ----- | ----- | ----- | ----- | ----- | ----- | -------- | ----- | -------- | -------- | ----- |
| 1961      | 阪急      | 69    | 175   | 165   | 13    | 40    | 6        | 1        | 2        | 54    | 14    | 5     | 0        | 1     | 0     | 9     | 1     | 0     | 35    | 2        | .242  | .282     | .327     | .609  |
| 1962      | 阪急      | 63    | 68    | 59    | 4     | 8     | 1        | 1        | 0        | 11    | 0     | 1     | 0        | 4     | 0     | 4     | 0     | 1     | 13    | 1        | .136  | .203     | .186     | .389  |
| 通算：2年 | 通算：2年 | 132   | 243   | 224   | 17    | 48    | 7        | 2        | 2        | 65    | 14    | 6     | 0        | 5     | 0     | 13    | 1     | 1     | 48    | 3        | .214  | .261     | .290     | .551  |

### 背番号
- 51 （1960年 - 1961年）[2]
- 28 （1962年 - 1964年）[3]